# کونه‌کرینز

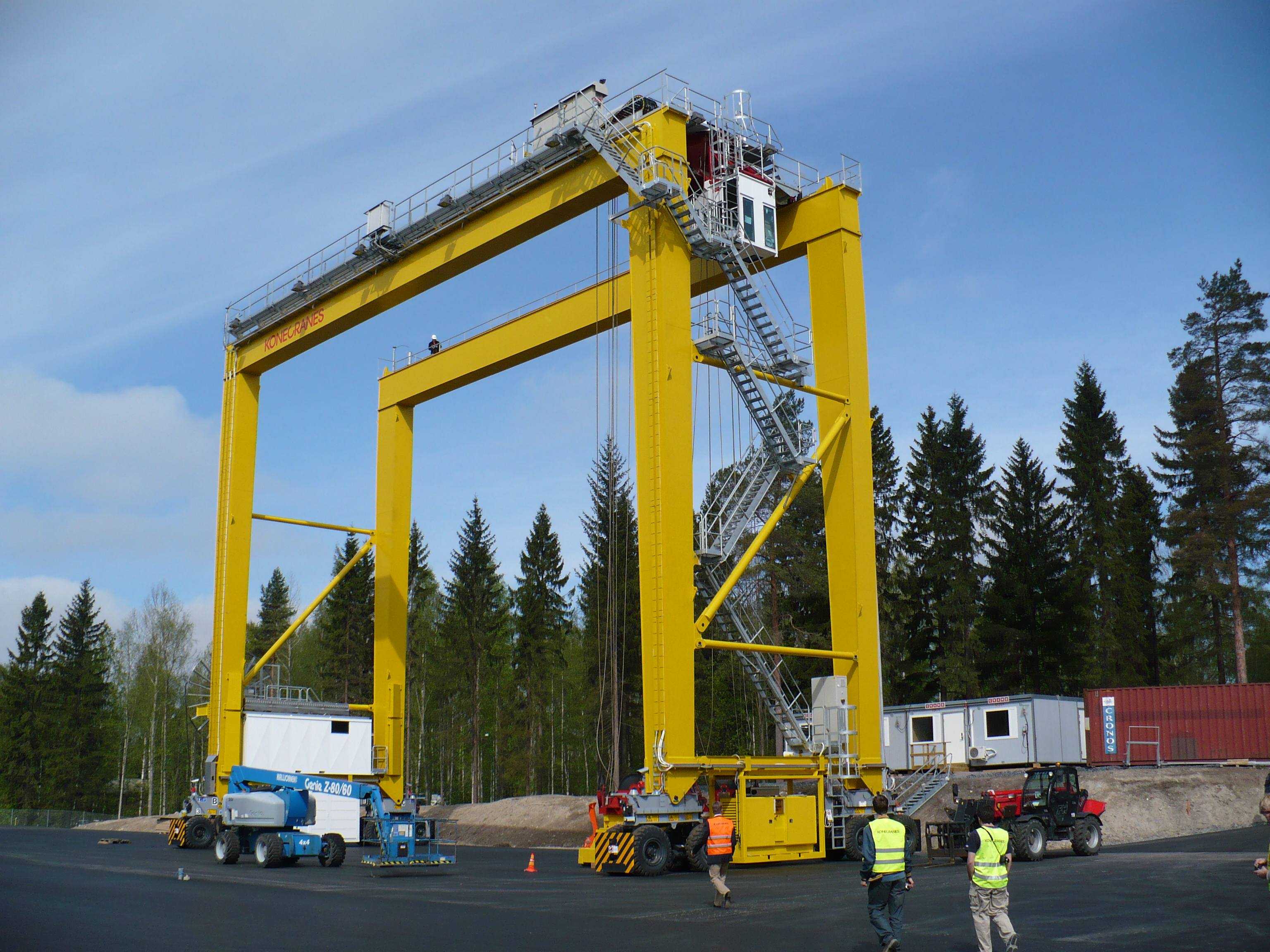
جرثقیل دروازه‌ای تولیدشده توسط کوهنه‌کرینز

کونه‌کِرِینز اوئی‌یه (به فنلاندی: Konecranes Oyj) شرکت مهندسی فنلاندی است، که متخصص در تولید انواع جرثقیل‌های بوم‌خشک، جرثقیل‌های کارگاهی و جرثقیل‌های چرخ‌دار، در تناژهای استاندارد، تا فوق‌سنگین می‌باشد و ۸۰٪ درصد از جرثقیل‌های تولیدشده کونه‌کرینز، از گونه کارگاهی و کارخانه‌ای هستند.
این شرکت همچنین، تولیدکننده انواع کشنده‌ها، قطعات و ابزار موردنیاز در ماشین‌آلات بالابر است. اکنون، از هر ۱۰ جرثقیل فروخته‌شده در سراسر جهان، یک جرثقیل، متعلق به کونه‌کرینز می‌باشد.